# Olympische Sommerspiele 1996/Teilnehmer (Andorra)
| Gelbes Symbol für Goldmedaillen mit stilisierten Olympischen Ringen | Graues Symbol für Silbermedaillen mit stilisierten Olympischen Ringen | Braundes Symbol für Bronzemedaillen mit stilisierten Olympischen Ringen |
| ------------------------------------------------------------------- | --------------------------------------------------------------------- | ----------------------------------------------------------------------- |
| —                                                                   | —                                                                     | —                                                                       |

Andorra nahm bei den Olympischen Sommerspielen 1996 in der US-amerikanischen Metropole Atlanta mit acht Sportlern, zwei Frauen und sechs Männern, in sieben Wettbewerben in fünf Sportarten teil.
Seit 1976 war es die sechste Teilnahme Andorras bei Olympischen Sommerspielen.

## Flaggenträger
Der Schwimmer Aitor Osorio trug die Flagge Andorras während der Eröffnungsfeier am 19. Juli im Centennial Olympic Stadium.

## Teilnehmer
Jüngste Teilnehmerin Andorras war die Schwimmerin Meritxell Sabate mit 15 Jahren und 320 Tagen, ältester Teilnehmer der Schütze Gerard Barcia mit 32 Jahren und 255 Tagen.
| Name              | Alter | Geschlecht | Sportart       | Resultat(e)                           |
| ----------------- | ----- | ---------- | -------------- | ------------------------------------- |
| Gerard Barcia     | 32    | männlich   | Schießen       | Platz 37 im Trap                      |
| Toni Bernadó      | 29    | männlich   | Leichtathletik | Platz 87 im Marathon                  |
| Antoni Molne      | 27    | männlich   | Judo           | Platz 21 im Halb-Leichtgewicht        |
| Fiona Morrison    | 26    | weiblich   | Segeln         | Platz 24 im Windsurfen                |
| Aitor Osorio      | 20    | männlich   | Schwimmen      | Platz 42 über 200 Meter Schmetterling |
| David Ramón       | 22    | männlich   | Segeln         | Platz 27 im 470er                     |
| Oscar Ramón       | 24    | männlich   | Segeln         | Platz 27 im 470er                     |
| Meritexell Sabate | 15    | weiblich   | Schwimmen      | Platz 42 über 200 Meter Lagen         |